# Sværdet fra Pernik
Sværdet fra Pernik er et sværd fra den tidlige middelalder, som i 1921 blev udgravet i Pernik i det vestlige Bulgarien. Sværdet har en sølvinskription som længe blev anset for uforståelig:
+IHININIhVILPIDHINIhVILPN+ ("IH INI NI HUIL PID -- (I)H INI HUIL PN")
I 2005 rapporterede en bulgarsk videnskabsgruppe, at den havde knækket koden på sværdet. Ved brug af et tidligt vestgermansk sprog (bayersk eller langobardisk fra det 6. til det 8. århundrede), havde den kunnet tyde teksten til: "Jeg venter ikke på evigheden, jeg er evigheden"/"Jeg venter ikke på Tiden, jeg er Tiden" ("HVIL"/"HUIL" er den samme ordstamme som  det engelske "WHILE" og det tyske "WEILE" stammer).
Inskriptionen er et af de ældste, hvis ikke det ældste, eksempel på skrift af et vestgermansk sprog (som fx moderne engelsk, tysk og nederlandsk).